# Коблиц, Нил
Нил Коблиц (англ. Neal Koblitz; 24 декабря 1948) — профессор математики в Вашингтонском университете. Также он адъюнкт-профессор в Центре прикладных криптографических исследований в Университете Ватерлоо. Создал эллиптическую криптографию (соавтор) и Hyperelliptic curve cryptography.

## Биография
Нил Коблиц получил степень бакалавра в Гарвардском университете в 1969 году, где был награждён Putnam Fellow в 1968 году. В 1974 году получил степень доктора философии в Принстонском университете под руководством Nick Katz.
С 1975 по 1979 преподавал в Гарвардском университете, а в 1979 году начал работать в Вашингтонском университете.

## Математика как пропаганда
В статье 1981 года «Математика как пропаганда» критиковалось неправильное использование математики в социальных науках.
Это помогло Сержу Ленгу остановить выдвижение политолога Сэмюэла Хантингтона в члены Национальной академии наук США, уличив того в фальсификации исторических фактов и ненаучном использовании псевдоматематических методов.
В The Mathematical Intelligencer Коблиц, Steven Weintraub и Саундерс Маклейн позже критиковали аргументы Герберта Саймона, который пытался защитить работу Хантингтона.

## Премия Ковалевской
В 1985 году Нил Коблиц вместе со своей женой Ann Hibner Koblitz основал премию Ковалевской, чтобы наградить женщин-учёных в развивающихся странах. Премия финансировалась от продажи авторских прав биографии Софьи Ковалевской, написанной в 1983 году его женой. Например, в 2011 году одним из победителей была вьетнамский математик Lê Thị Thanh Nhàn.

## Избранные публикации
- p-adic Numbers, p-adic Analysis, and Zeta-Functions, Graduate Texts in Mathematics No. 58, Springer-Verlag, New York, 1977. Second edition, 1984.
- p-adic Analysis: A Short Course on Recent Work, London Mathematical Society Lecture Note Series No. 46, Cambridge University Press, Cambridge, 1980.
- Introduction to Elliptic Curves and Modular Forms, Graduate Texts in Math. No. 97, Springer-Verlag, New York, 1984. Second edition, 1993.
- A Course in Number Theory and Cryptography, Graduate Texts in Math. No. 114, Springer-Verlag, New York, 1987. Second edition, 1994.
- Algebraic Aspects of Cryptography, Algorithms and Computation in Mathematics Vol. 3, Springer-Verlag, New York, 1998.
- Random Curves: Journeys of a Mathematician, his autobiography. Springer-Verlag, 2007.
- Коблиц Н. Курс теории чисел и криптографии: Перевод с англ. М. А. Михайловой и В. Е. Тараканова / Под ред. А. М. Зубкова. — Москва: Научное издательство ТВП, 2001. — 260 с. ISBN 5-85484-014-6 (переплёт), ISBN 5-85484-012-X (обложка)